# Harald Sæverud
Harald Sæverud   (Nordnes, 17 d'abril de 1897 - Bergen, 27 de març de 1992) va ser un dels compositors més importants de Noruega durant el segle xx. Va néixer a Bergen i va mostrar un talent precoç per la música.
Inicià els estudis musicals amb el seu avi per a continuar amb Borghild Holmsen en l'acadèmia musical de Bergen i amb Friedrich Koch a la Hochschule für Musik (1920-21). Va estudiar a Berlín, però el seu estil es va anar desenvolupant cap a una expressió única que sovint es desmarca de les tradicions romàntiques establertes. És especialment conegut per la seva música nacionalista amb tocs moderns.
Al final de la Segona Guerra Mundial va dirigir les seves obres tant en el seu país com a l'estranger. A partir de 1955 el Govern noruec va decidir premiar la seva tasca de compositor.
Sæverud és famós per les seves nou simfonies, que reflecteixen un profund compromís amb les emocions i l'experimentació. Durant la Segona Guerra Mundial, va compondre obres patriòtiques com les Symphonic Dances, en oposició a l'ocupació nazi. També va contribuir amb música incidental, incloent-hi una notable reinterpretació de Peer Gynt. Va viure gran part de la seva vida a Siljustøl, una casa que ell mateix va dissenyar i que ara funciona com a museu.